# Mylossoma
Mylossoma è un genere di un pesci d'acqua dolce appartenente alla famiglia Characidae, sottofamiglia Serrasalminae.

## Distribuzione e habitat
I pesci del genere Mylossoma sono diffusi in Sudamerica, nei bacini del Rio delle Amazzoni, dei fiumi Paraguay e Rio Paraná, Orinoco e nel Lago di Maracaibo.

## Conservazione
Secondo la IUCN , il genere Mylossoma è classificato come Least Concern (Minor Preoccupazione).
- Data di valutazione: 21 dicembre 2020
- Anno di pubblicazione: 2024[1]

## Distribuzione Geografica
Nativo e residente in:
- Bolivia
- Brasile
- Colombia
- Ecuador
- Perù
- Venezuela

Presenza incerta in:
- Guyana

## Specie
- Mylossoma acanthogaster
- Mylossoma aureum
- Mylossoma duriventre

## Alimentazione
I pesci di questo genere sono erbivori:si nutrono di piante acquatiche e semi